# Xenia (emulador)
Xenia es un emulador de Xbox 360 para Windows lanzado en el año 2013. No fue hasta el año 2021 cuando muchos de los títulos de Xbox 360 se podían ejecutar y jugar de principio a fin sin mayores problemas gráficos.
Xenia es capaz de ejecutar imágenes cifradas de Xbox (WUD) y archivos RPX/RPL a 1080p siempre que el juego los soporte. 
Actualmente hay más de 200 juegos que son jugables si se cumple con los requerimientos recomendados que exige el emulador.

## Características
- Posibilidad de escalar la resolución a 4K
- Posibilidad de 60 FPS.[5]
- Gamepad personalizable
- Soporte de depuración
- Soporte del mando de Xbox 360.[6]

## Requisitos del sistema
- Windows 7 o superior. Linux y macOS no esta soportado de forma nativa, pero si en Linux con Wine.
- Procesador x86 de 64 bits compatible con AVX2
- GPU compatible con Vulkan y Directx 12